# Babar
A Babar 1989-től 2001-ig vetített kanadai–francia televíziós rajzfilmsorozat, amely Jean de Brunhoff 1931-ben megjelent könyvéből készült. Az animációs játékfilmsorozat rendezői Larry Jacobs, Raymond Jafelice, Laura Shepherd és Dale Schott. A zenéjét Milan Kymlicka szerezte. A tévéfilmsorozat producerei Michael Hirsh, Patrick Loubert és Clive A. Smith. Műfaja filmdráma-, kalandfilm- és filmvígjáték-sorozat. A sorozat először Franciaországban 1989. március 28. és 2001. május 5. között indult. A teljes sorozatot Magyarországon először az HBO vetítette, majd a MTV-2, a Duna TV, a Minimax és a TV2 is sugározta, később a sorozat 1. és 2. évada a KidsCo-n is látható volt, aztán az egész sorozatot az RTL Klub és a Kiwi TV is adta, és legutóbb a Super TV2 tűzte műsorára a sorozatot.
A könyv alapja a Brunhoff felesége, Cecile által a saját gyerekeiknek kitalált történet, amelynek hőse Babar, egy fiatal elefánt, aki elhagyja a dzsungelt, bejár egy nagy várost, majd a civilizáció előnyeinek ismeretével tér vissza a dzsungelbe társai közé. Apja halála után őt választják meg az elefántok királyának, később gyerekei is születnek. Jean de Brunhoff 1937-ben bekövetkezett haláláig még hat folytatást készített a könyvhöz.

## Ismertető
Babar, miután anyját lelövi egy vadász, elszökik a dzsungelből és egy városban találja magát. Összebarátkozik egy idős hölggyel, aki ruhákat vesz neki és iskolába íratja. Szelesztína és Artúr rátalálnak Babarra a városban és segítenek neki, hogy visszatérhessen az elefántok birodalmába. Amikor az Elefántok Királya mérges gombát eszik és meghal, az elefántok tanácsa megkörnyékezi Babart, mondván, hogy mivel "emberek között élt és sokat tanult", alkalmas lenne királynak. Babart királlyá koronázzák, feleségül veszi Szelesztínát, és várost alapít. Négy gyermekük születik, akiknek fontos leckéket tanít az életről. Bár az elefántok tanácsa is velük él, Babar tőlük függetlenül, autokratikusan irányít, mintegy jóindulatú diktátorként.

## Szereplők
- Babar – A főhős, az elefántok királya, az anyja és az apja a sorozat első részében látható.
- Szelesztína – Babar felesége.
- Artúr – Szelesztína testvére, matrózsapkát visel, gyakran látogatja Babarékat.
- Öreg király – Az elefántok királya, az utódja Babar a trónon.
- Kornéliusz – Az elefántok tanácsának legidősebb tagja, szemüveget és öltönyt visel, tanácsokkal látja el Babarékat.
- Pompadúr – A tanács középső tagja, házvezető, monoklit visel, vigyáz a gyerekekre.
- Trombadúr – A tanács legfiatalabb tagja, parókát visel, Pompadúrnak segít a házimunkában.
- Elefántszakács – Babar konyhájában főz és süt.
- Palika – Babar idősebbik fiúgyermeke.
- Flóra – Babar idősebbik lánygyermeke.
- Adorján – Babar fiatalabbik fiúgyermeke.
- Izabella – Babar fiatalabbik lánygyermeke.
- Zefír – Majom, aki Babar gyerekkori legjobb barátja, svájci sapkát visel, a város fagyizójában dolgozik.
- Lord Retexisz – Rinocérosz, Babarral gyakran ellenkeznek, és barátságtalanul viszonyulnak egymáshoz, de idővel kibékülnek. Retexisz egy közeli rinocérosz állam diktátora, de Babarral ellentétben sokkal keményebb.
- Lady Retexisz – Retexisz felesége, Szelesztínával jól kijönnek egymással.
- Bezil – Lord Retexisz segítőtársa.
- Viktor – Lord Retexisz és Lady Retexisz fia, Szeret iskolába járni és tanulni.
- Konga – Rettentő gorilla, Babar egy hajóutazás során felfedezi létét a szigeten, ahol él, végül kiderült róla, hogy egy kedves gorilla.
- Idős hölgy – Babar nevelőanyja, később velük lakik a városban, volt egy fiatalkori szeretője, aki több éven át az operaházban rejtőzött.
- Fantom – Az idős hölgy fiatalkori szeretője, sok éven át a régi elhagyatott operaházban rejtőzött, maszkokkal álcázta magát, mert nem sikerültek fiatalkori tervei, és egyedül akart élni. Az operaház ahol rejtőzött, az összeomlás miatt veszélyesnek bizonyult, és le akarták rombolni, végül Babar megvédte az operaházát, és jóvá tette az életét.
- Verne Gyula – Idős feltaláló, aki feltalált egy időgépet, és száz évet előre utazott az időben, egyedül Adorjánnal ismerkedett meg.
- Kristóf – Kamaszfiú, régen klubot vezetett, ahova három feladat teljesítésével engedett be új tagot, szigorú és barátságtalan volt társaival, a vastelep kutyájának háborgatása után, a társaival együtt a saját kárain tanult, és rendessé vált.
- Jakab – Kristóf klubjának egyik tagja, együtt tartott a többiekkel.
- Péter – Kristóf klubjának egyik tagja, összetartott a többiekkel.
- Marci – Babar régi gyermekkori barátja, egyszer meghívta Babart Kristóf klubjába, új klubtagként, évek elteltével levelet írt Babarnak, hogy vendégként meglátogatja.
- Liza – Babar egyik gyerekkori osztálytársa, az oroszlángyerekek az első két kiesett tejfoga miatt csúfolták, amíg Babart a hosszú ormányáért.
- Dóra – Táncolóbaba a játék szerek földjén. Amikor elszakadt a zoknija, Morfo be akarta tenni a többi játékbabával együtt a szétcincalátorba, mivel már nem volt tökéletes, de Babar megmentette a többi játékbabával együtt.
- Lulu – Az egyik kis boszorkány, a boszorkányok földjén. Nem szeret tanulni és elszökött óra közepén az iskolából. Adorjánt bosszúból malaccá változtatta, mert kicsúfolta. A tanítómestere köteleztetése miatt, ezt jóvá kellett tennie, hogy visszaváltoztassa elefánttá.
- Szöszi hercegnő – A hercegnő a vízalatti világban. A gonosz polip hozzá akart menni kényszerházasságból, de Babar ezt féken tartotta és jóságossá tette.
- Max – Varázsló, tőle kapja Babar a térképet, miután megmenti az életét. Ennek alapján Babar beutazza családjával a világot.

## Magyar hangok
- Babar – Gruber Hugó (6. részben) / Hankó Attila, Papp János (utolsó részek), Harsányi Bence (6. részben) / Lippai László (gyerek)
- Szelesztína (Selestina) – Dallos Szilvia (6. részben), Kiss Mari, Csondor Kata (6. részben) / Kiss Erika (gyerek)
- Artúr (Arthur) – Szőke András (6. részben) / Fekete Zoltán (gyerek), Végh Péter
- Palika (Pom) – Szentesi Gergő (6. részben) / Bolba Tamás, Fekete Zoltán (utolsó részek)
- Flóra (Flora) – Vicsek Eszter (6. részben) / Prókai Annamária, Kökényessy Ági (utolsó részek)
- Adorján (Alexander) – Benedikty Marcell (6. részben) / Görög László, Boros Zoltán (utolsó részek)
- Izabella (Isabelle) – Györgyi Anna, ? (utolsó részek)
- Kornéliusz (Cornelius) – Surányi Imre (6. részben) / Kun Vilmos
- Pompadúr (Pompadour) – Horváth Gyula (6. részben) / Kerekes József
- Öreg király – Szabó Ottó
- Idős hölgy (Madame) – Örkényi Éva (6. részben) / Kassai Ilona
- Marci – Bartucz Attila
- Fantom – Melis Gábor
- Zefír (Zephyr) – Szokol Péter (6. részben) / Bor Zoltán, Szokol Péter (utolsó részek)
- Lord Retexisz (Lord Rataxes) – Kárpáti Tibor
- Lady Retexisz (Lady Rataxes) – Némedi Mari
- Viktor (Victor) – Stohl András
- Bezil (Basil) – Kautzky Armand
- Elefántkirály (Roi éléphant) – Szabó Ottó, Antal László
- Max – Kassai Károly (66. részben), Versényi László (utolsó részben)

- További magyar hangok (5 évadban): Bartucz Attila, Benedikty Marcell, Czigány Judit, Cs. Németh Lajos, Csere Ágnes, Dobránszky Zoltán, Holl Nándor, Imre István, Kisfalussy Bálint, Komlós András, Kránitz Lajos, Makay Sándor, Melis Gábor, Móni Ottó, Orosz István, Papp Ágnes, Petrik Péter, Simon Mari, Simonyi Balázs, Simorjay Emese, Sinkovits-Vitay András, Szentesi Dóra, Szokol Péter, Szoó György, Szűcs Sándor, Uri István, Varga Tamás, Várkonyi András, Zsolnai Júlia
- További magyar hangok (6. évadban): Csere Ágnes, Csőre Gábor, Faragó András, Garai Róbert, Gesztesi Károly, Kassai Károly, Kránitz Lajos, Minárovits Péter, Némedi Mari, Oláh Orsolya, Pusztaszeri Kornél, Roatis Andrea, Rosta Sándor, Seszták Szabolcs, Simonyi Piroska, Várhegyi Teréz, Tarján Péter, Versényi László